# Географија Замбије
Замбија је земља без излаза на море која се налази у јужној Африци, источно од Анголе. Има укупну површину од 752.618 km² (нешто већа од Француске), од чега је 9.220 км² вода.

## Политичка географија
Замбија има укупно 5 664 км копнених граница, а граничи се са: Анголом са 1.110 км, Демократском Републиком Конго са 1.930 км, Малавијем са 837 км, Мозамбиком са 419 км, Намибијом са 233 км, Танзанијом са 338 км, Зимбабвеом за 797 км, и Боцваном, мање од 1 км.

## Физичка географија

### Клима
Замбија има тропску климу, модификовану надморском висином земље. Постоји кишна сезона која траје од октобра/новембра до марта/априла.

### Терен
Терен Замбије чине углавном високе висоравни, са неким брдима и планинама. Најнижа тачка је река Замбези, на 329 м изнад нивоа мора, а највиши је Мафинга Централ на планинама  Мафинга, на 2.339 м изнад нивоа мора.
Замбија је земља без излаза на море и граничи се са Зимбабвеом на југу (деле Викторијине водопаде), Конгом на северу, Танзанијом на североистоку, Малавијем на истоку и Мозамбиком на југоистоку. Општу топографију земље карактеришу уздигнуте заравни. Опште уздизање као целине тежи од запада ка истоку од басена Калахари. Ниво земље пада од горњег Конга према депресији Замбези на југу формирајући плато. 
Замбија лежи на сливовима између ДР Конга и речних система реке Замбези. Осим две провинције, све остале провинције леже на граници земље која се формира између континенталне поделе која раздваја Атлантски океан и Индијски океан, која прелази од ДР Конга до југа Танзаније. Постоје три главна годишња доба: хладна сушна сезона од априла до августа, врућа сува сезона од августа до новембра и топла влажна сезона од новембра до априла. Максимална топлота се јавља током новембра, док највише падавина има током децембра. Годишња количина падавина је више од 700 мм у јужним крајевима, док је више од 1.000 мм у северним крајевима. Језеро Кариба је вештачко језеро у Африци и на свету друго по величини језеро које је направио човек а простире се дуж јужне границе. 

### Екорегиони
У Замбији је заступљено девет екорегиона у четири биома, најраспрострањенији су Миомбо, Мопане и Баикиаеа шумска савана, са пашњацима (углавном поплављеним травњацима) и зимзеленим шумама.

## Коришћење земљишта
Коришћење земљишта у Замбији према подацима од 2011: обрадиво земљиште обухвата 4,52%, трајни усеви 0,05%, а остало 95,44%.
Од 2005, 1559 км² земље у Замбији се наводњава.

## Животна средина
Актуелни проблеми за животну средину у земљи укључују: загађење ваздуха и киселе кише које резултирају у региону екстракције и прераде минерала; хемијско отицање у водотоке; криволов, који озбиљно угрожава: популацију носорога, слонова, антилопа и великих мачака; крчење шума; ерозија земљишта; дезертификација и недостатак адекватног третмана воде, што представља ризик по здравље људи.
Замбија се сматра рањивом на климатске промене. Главни пут утицаја климатских промена у земљи је кроз повећање варијабилности у количинама падавина током пољопривредне сезоне у различитим агроеколошким регионима, и промене у трајању кишне сезоне.  Замбија се сматра рањивом на утицаје климатских промена јер се већина становништва ослања на пољопривреду ради обезбеђења средстава за живот - а промене у обрасцима падавина имају негативан утицај због производње која се ослања на кишу. Истраживани подаци сугеришу да ће температура вероватно порасти за 1,82 °C и да ће се падавине смањити за 0,87 процентних поена до 2050.  То значи да би појава екстремних климатских догађаја као што су суше и поплаве била све чешћа. 
Замбија је потписница следећих међународних споразума: биодиверзитет, климатске промене, дезертификација, угрожене врсте, опасни отпад, право мора, забрана нуклеарних тестова, заштита озонског омотача и мочваре. Замбија је потписала, али није ратификовала Кјото протокол .

## Екстремне тачке
Ово је листа екстремних тачака Замбије, тачака које су даље на северу, југу, истоку или западу од било које друге локације.
- Најсевернија тачка: Рт Пунгу, северна провинција
- Најисточнија тачка: врх Конгула, северна провинција
- Најјужнија тачка: неименована локација на граници са Зимбабвеом у реци Замбези, јужна провинција
- Најзападнија тачка: западни део границе са Анголом (Замбија нема најзападнију тачку јер је граница овде формирана линијом географске дужине 22° Е)